# Nyctinomops laticaudatus
Nyctinomops laticaudatus là một loài động vật có vú trong họ Dơi thò đuôi, bộ Dơi. Loài này được E. Geoffroy mô tả năm 1805.